# Golems øje
Golem øje er anden bog i Bartimæus trilogien skrevet af Jonathan Stroud og udgivet i 2004. Den er oversat til dansk af Tom Havemann og udgivet samme år.

## Handling
Handlingen foregår 2 år efter Amuletten fra Samarkand.
Nathan (også kendt som John Mandrake), er blevet minister for sikkerhed og er kommet i lære hos en ny troldkvinde (Jessica Whitwell). Eftersom han er blevet minister for sikkerheden har han også ansvar for at forfølge og stoppe Modstandsgruppen. Til det er han nødt til igen at søge hjælp hos Bartimæus, eftersom han har haft svært ved at finde andre behjælpelige ånder. Sammen prøver de at finde frem til Modstandsgruppen, men det er sværere end som så og John (Nathan) kommer ud i alvorlige problemer. Samtidig er der også et ukendt væsen som terroriserer hele byen, som viser sig at være umulig at stoppe.